# Institute for Social Banking
Das Institute for Social Banking (ISB) bietet Bildung zum Thema sozial orientiertes Bank- und Finanzwesen an. Es wurde 2006 von zwölf ethisch orientierten Banken und Finanzdienstleistern gegründet.

## Aufgaben
Die Hauptprojekte sind ein berufsbegleitender Certificate Course und eine internationale Summer School, beide mit dem Themenschwerpunkt Social Banking und Social Finance. Das Institute for Social Banking bietet darüber hinaus Seminare speziell für Mitarbeitende der Mitgliedsinstitutionen, aber auch für Banker aus "klassischen Banken", Studierende und die interessierte Öffentlichkeit an.

## Gründungsinstitute und Mitgliederorganisationen
- Alternative Bank Schweiz (ABS)
- Banca Populare Etica, Italien
- Charity Bank, Great Britain
- Clann Credo, Ireland
- Cultura Sparebank, Norwegen
- Ecology Building Society, Great Britain
- Ekobanken, Schweden
- Freie Gemeinschaftsbank, Schweiz
- GLS Gemeinschaftsbank eG, Deutschland
- Hannoversche Kassen, Deutschland
- Hermes Österreich
- Merkur, den almennyttige andelskasse, Dänemark
- Société financiere de la NEF, Frankreich
- Stiftung Edith Maryon, Schweiz
- Triodos Bank, Niederlande